# Megan Marcks
Megan Leanne Marcks, nata Still (19 ottobre 1972), è un'ex canottiera australiana.

## Palmarès

### Olimpiadi
- 1 medaglia:
  - 1 oro (Atlanta 1996 nel due senza)

### Mondiali
- 2 medaglie:
  - 1 oro (Tampere 1995 nel due senza)
  - 1 bronzo (Indianapolis 1994 nel quattro senza)